# 1835
1835 (MDCCCXXXV) byl rok, který dle gregoriánského kalendáře započal čtvrtkem.

## Události
- 2. března – Zemřel rakouský císař František I. a novým císařem se na 13 let stal Ferdinand I. Dobrotivý.
- 2. října – Vypukla Texaská revoluce.
- 16. prosince – Při požáru v New Yorku byly zničeny stovky domů.

### Probíhající události
- 1817–1864 – Kavkazská válka
- 1835–1836 – Texaská revoluce

## Vědy a umění
- 16. listopadu – Na obloze se objevila Halleyova kometa.
- 1. prosince – Hans Christian Andersen publikoval svoji první knihu pohádek
- srpen – Britský fotograf William Fox Talbot ukázal veřejnosti první fotografický negativ.
- Americký fyzik Joseph Henry vynalezl elektromagnetického relé.
- Francouzský spisovatel Honoré de Balzac vydal román Otec Goriot.
- Ruský spisovatel Nikolaj Vasiljevič Gogol vydal novelu Taras Bulba a povídku Podobizna.
- Finský spisovatel Elias Lönnrot vydal knihu Kalevala.

## Narození

### Česko

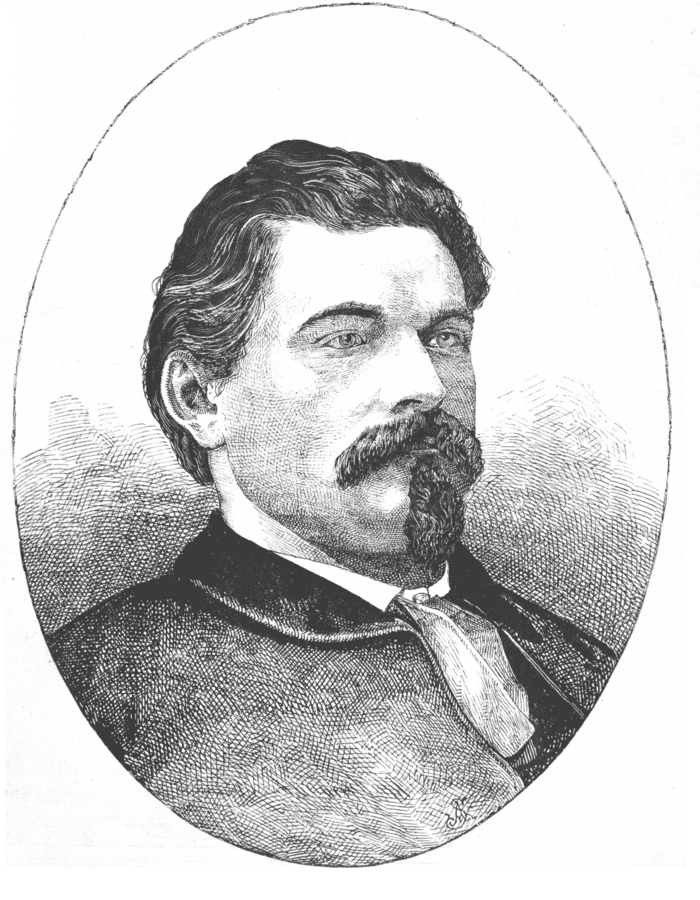
Vítězslav Hálek (* 5. dubna)

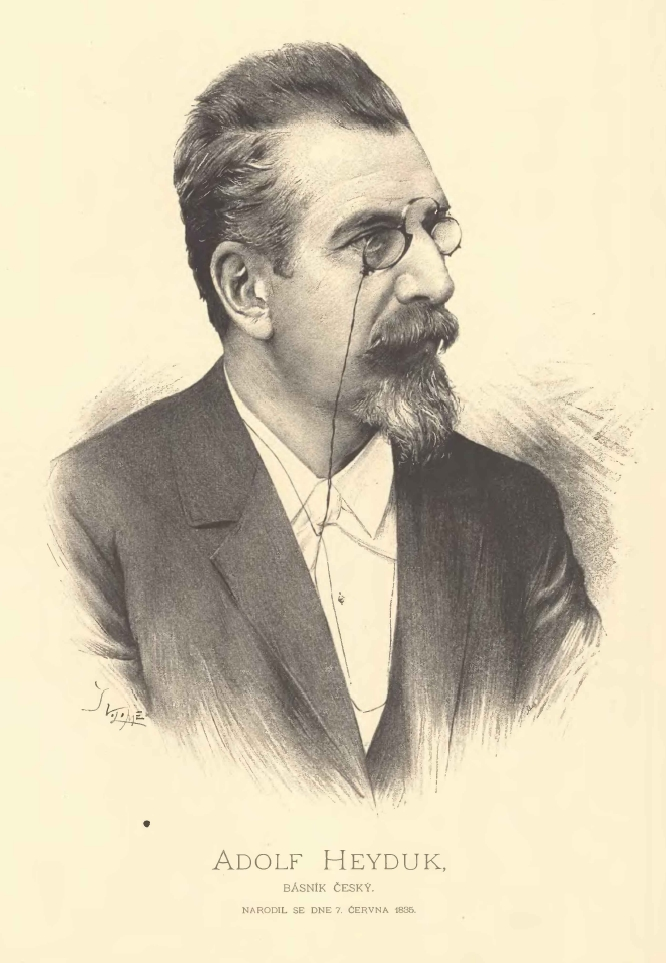
Adolf Heyduk (* 6. června)

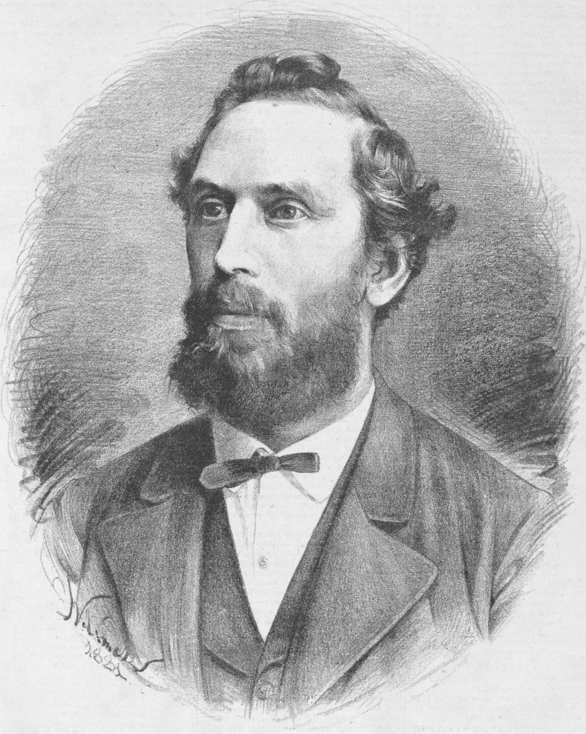
Josef Mocker (* 22. listopadu)

- 7. ledna – Antonín Barborka, geometr a pedagog († 14. dubna 1891)
- 17. ledna – Ferdinand Schulz, novinář a spisovatel († 16. února 1905)
- 1. února – František Podveský, poslanec Moravského zemského sněmu († ?)
- 2. února – Viktorína Brand, šlechtična († po 1915)
- 4. února – František Bohumír Zvěřina, malíř († 27. prosince 1908)
- 7. února – Čeněk Vinař, varhaník a hudební skladatel († 16. prosince 1872)
- 24. února – Josef Svátek, novinář, historik a spisovatel († 9. prosince 1897)
- 27. února – Josef Dastich, filozof († 21. března 1870)
- 5. března – Karl Jänig, český, německy mluvící, duchovní († 6. října 1914)
- 15. března – Leo Nagel, právník, spisovatel a politik německé národnosti († 12. dubna 1891)
- 17. března – Anton Waldhauser, malíř († 30. října 1913)
- 20. března – Jaroslav von Rilke, rakouský a český notář, advokát a politik, poslanec († 12. prosince 1892)
- 25. března – Max Hájek, rakouský a český podnikatel a politik, poslanec († 23. srpna 1913)
- 27. března – Jan Rechner, pražský zlatník, klenotník a hodinář († 5. března 1892)
- 28. března – Adam Walach, slezský komunální politik a činovník evangelické církve († 2. dubna 1898)
- 1. dubna – Josef Vilímek, vydavatel († 16. dubna 1911)
- 4. dubna – Václav Šebele, malíř († 30. dubna 1899)
- 5. dubna – Vítězslav Hálek, básník († 8. říjen 1874)
- 7. dubna – Vilém Weiss, chirurg a pedagog († 2. července 1891)
- 10. dubna – Jakub Škoda, pedagog, překladatel a komunální politik († 28. října 1885)
- 24. dubna – Antonín Klug, teolog a děkan teologické fakulty v Olomouci († 8. července 1907)
- 14. května – Jiří Kristián Lobkowicz, nejvyšší maršálek Království českého († 21. prosince 1908)
- 21. května – František Chvostek starší, vojenský lékař, popsal tzv. Chvostkův příznak († 16. listopadu 1884)
- 6. června – Adolf Heyduk, básník († 6. únor 1923)
- 23. června – Friedrich Nitsche, poslanec Českého zemského sněmu a Říšské rady, starosta Vyššího Brodu († 4. prosince 1923)
- 22. července – Václav Naxera, poslanec Českého zemského sněmu a Říšské rady, starosta JindřichovaHradce († 29. prosince 1908)
- 4. září – František Müller, vysokoškolský profesor geodézie († 21. října 1900)
- 5. září – Josef Bernat, kanovník Katedrální kapituly u sv. Štěpána v Litoměřicích († 16. října 1915)
- 20. září – Matouš Talíř, vysokoškolský pedagog, právník, národohospodář, statistik a politik († 30. srpna 1902)
- 17. září – Karl Pickert, novinář a politik († 8. října 1888)
- 17. října – Josef Starck, plzeňský právník a politik († 21. února 1914)
- 22. října – Jan Strakatý, právník, politik a ochotnický divadelník († 10. června 1891)
- 24. října – Wenzel Katzerowsky, historik a klimatolog († 9. srpna 1901)
- 25. října – Václav Kadeřávek, inženýr a literát, konstruktér letadla s pohyblivými křídly († 2. února 1881)
- 22. listopadu – Josef Mocker, architekt a restaurátor († 16. ledna 1899)
- 26. listopadu – Josef Šusta, rybníkář († 15. listopadu 1914)
- 27. listopadu – Jakub Virgil Holfeld, klavírní pedagog († 26. prosince 1920)
- 5. prosince – Anton Schobloch, podnikatel († 26. května 1900)
- 8. prosince – Jan Bohumil Ceyp z Peclinovce, psychiatr († 23. srpna 1879)
- ? – Josef Emanuel Rotter, podnikatel a politik, poslanec († 14. ledna 1914)
- ? – Bedřich Tesař, architekt († 25. června 1890)

### Svět

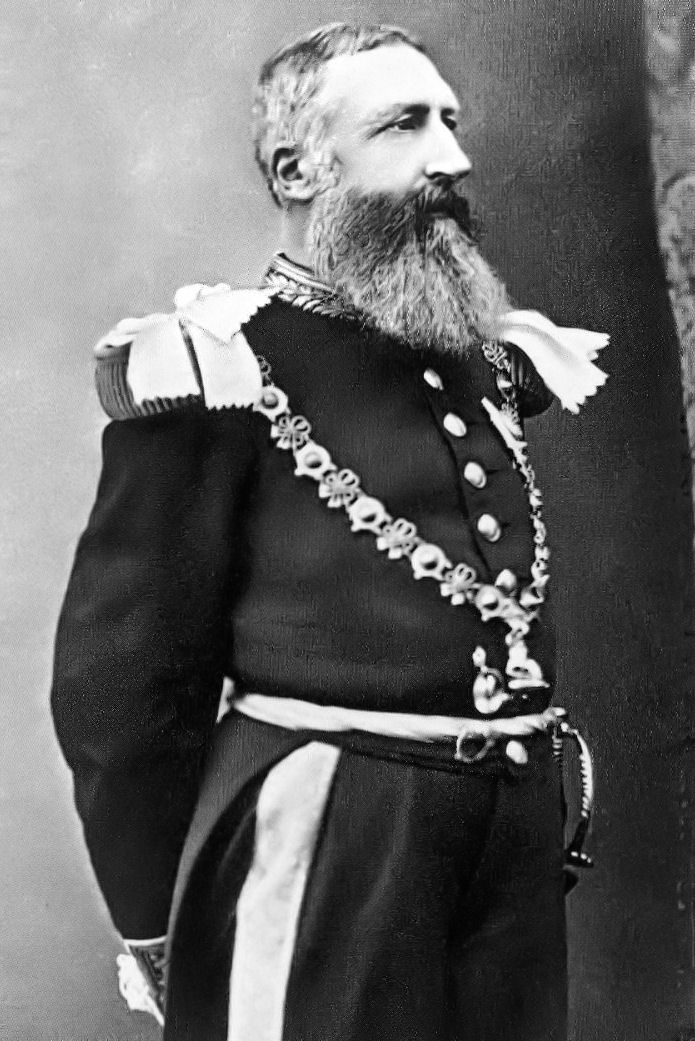
Leopold II. (* 9. dubna)

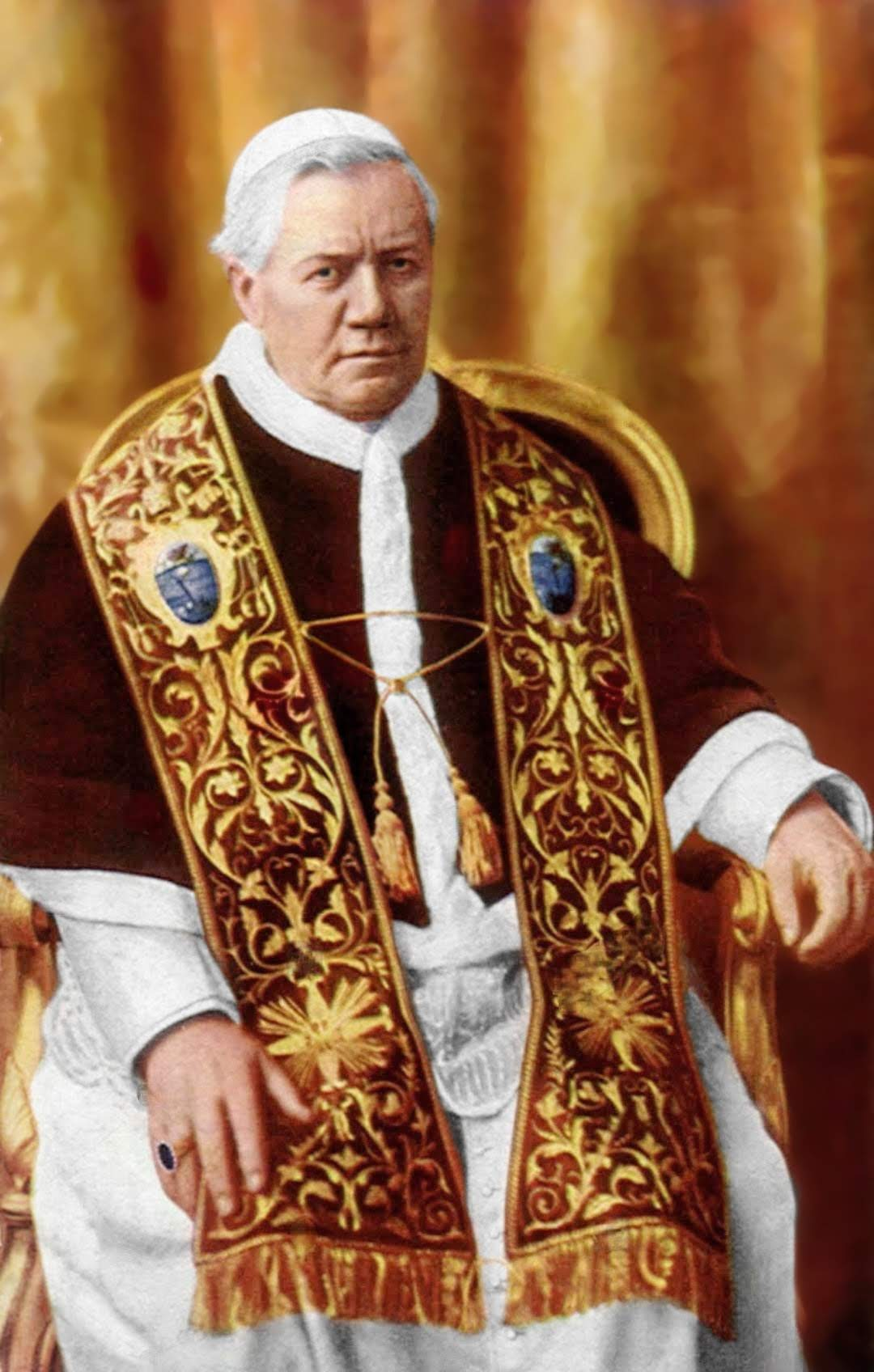
Pius X. (* 2. června)

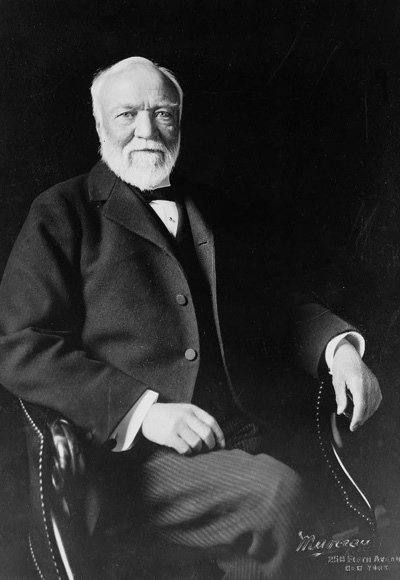
Andrew Carnegie (* 25. listopadu)

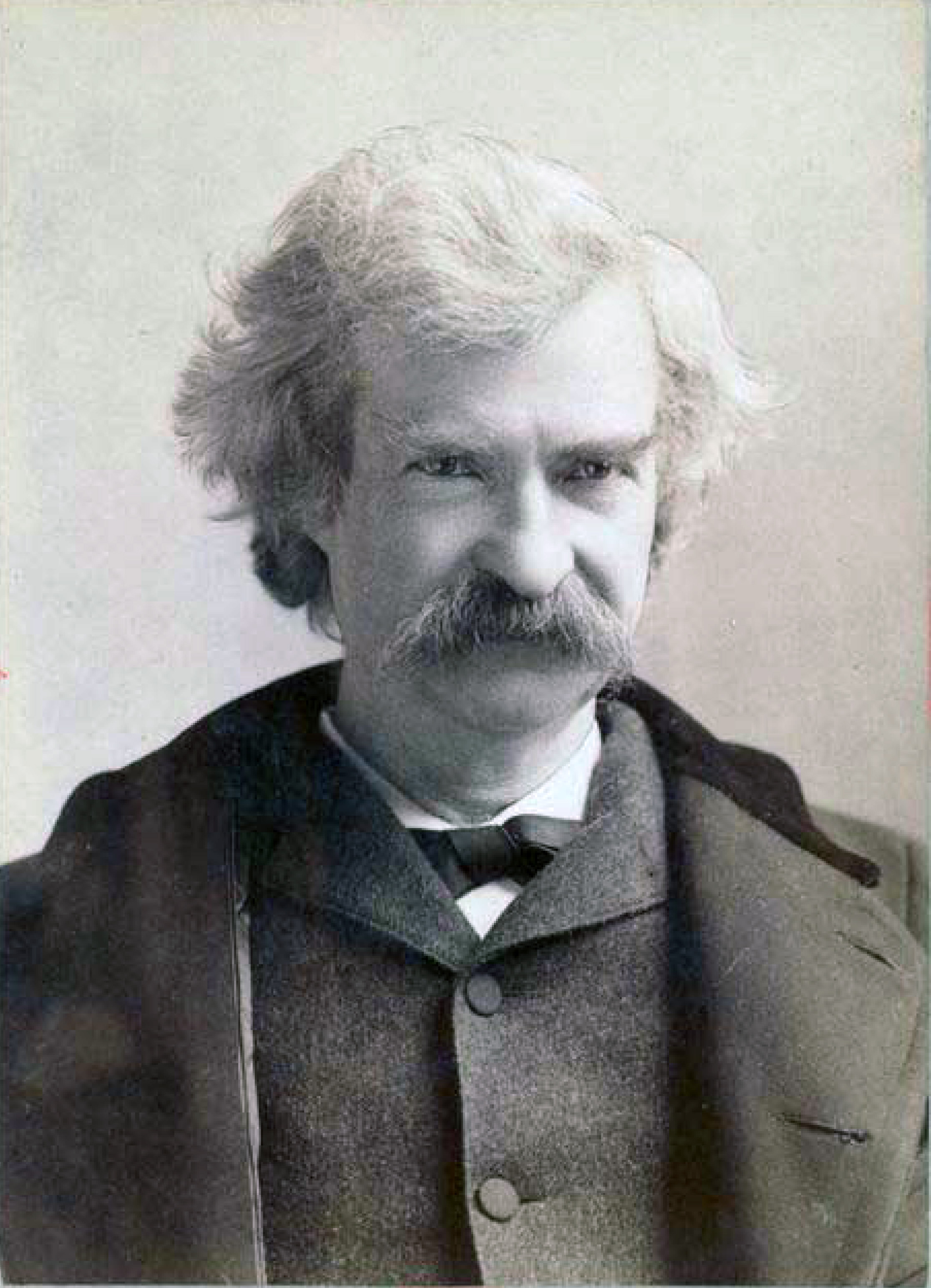
Mark Twain (* 30. listopadu)

- 10. ledna – Jukiči Fukuzawa, japonský pedagog, autor a novinář († 3. února 1901)
- 18. ledna – César Antonovič Kjui, ruský skladatel († 13. března 1918)
- 31. ledna – Lunalilo, havajský král († 2. února 1874)
- leden – John Bozeman, americký podnikatel v hornictví a mecenáš († 20. dubna 1867)
- 10. února – Victor Hensen, německý fyziolog, embryolog a mořský biolog († 5. dubna 1924)
- 13. února – Mirza Gulám Ahmad, indický islámský náboženský vůdce († 26. května 1908)
- 14. února – Louis Gallet, francouzský dramatik, libretista a spisovatel († 16. října 1898)
- 15. února – Demetrius Vikelas, první předseda Mezinárodního olympijského výboru († 20. července 1908)
- 14. března
  - Manuel Fernández Caballero, španělský hudební skladatel († 26. února 1906)
  - Giovanni Schiaparelli, italský astronom († 4. července 1910)
- 15. března
  - Eduard Strauß, rakouský dirigent a skladatel († 28. prosince 1916)
  - Dürrünev Kadınefendi, konkubína osmanského sultána Abdulazize († 4. prosince 1895)
- 24. března – Jožef Stefan, slovinský fyzik, matematik a básník († 7. ledna 1893)
- 2. dubna – Adolf Medzihradský, slovenský pedagog († 13. prosince 1919)
- 6. dubna – Jules Bourdais, francouzský architekt († 2. června 1915)
- 9. dubna – Leopold II. Belgický, belgický král († 17. prosince 1909)
- 26. dubna – Luigi Galimberti, kardinál a teolog († 7. května 1896)
- 16. května – Henrik Mohn, norský astronom, oceánograf a meteorolog († 12. září 1916)
- 31. května – Alphonse de Neuville, francouzský malíř († 18. května 1885)
- 2. června – Svatý Pius X., 257. papež († 20. srpna 1914)
- 10. června – Ferdinand IV. Toskánský, toskánský velkovévoda († 17. ledna 1908)
- 1. července – Samuel Mikler, slovenský evangelický kněz, náboženský spisovatel († 29. listopadu 1909)
- 7. července – Alois von Spens-Booden, předlitavský soudce, státní úředník a politik († 2. dubna 1919)
- 10. července – Henryk Wieniawski, polský houslista a hudební skladatel († 31. března 1880)
- 16. července – William Hunt Painter, britský botanik († 12. října 1910)
- 20. července – Adléta z Hohenlohe-Langenburgu, šlesvicko-holštýnskou vévodkyní a neteř královny Viktorie († 25. ledna 1900)
- 27. července – Giosuè Carducci, italský básník, nositel Nobelovy ceny za literaturu († 16. února 1907)
- 18. srpna – Telemaco Signorini, italský malíř († 10. února 1901)
- 26. srpna – Maximin Giraud, vizionář mariánského zjevení v La Salettě († 15. prosince 1875)
- 1. září – William Stanley Jevons, britský ekonom († 13. srpna 1882)
- 5. září – Adolph Lønborg, dánský fotograf († 27. října 1916)
- 22. září – Leopold Hohenzollernský, otec druhého rumunského krále Ferdinanda I. († 8. června 1905)
- 1. října – Adam Politzer, rakouský lékař († 10. srpna 1920)
- 8. října – Christian Otto Mohr, německý stavební inženýr a geolog († 2. října 1918)
- 9. října – Camille Saint-Saëns, francouzský skladatel, dirigent, klavírista a varhaník († 16. prosince 1921)
- 22. října – George Fiske, americký krajinářský fotograf († 21. října 1918)
- 23. října – Adlai E. Stevenson, 23. viceprezident Spojených států amerických († 14. června 1914)
- 27. října – John Poyntz Spencer, 5. hrabě Spencer, britský státník a šlechtic († 13. srpna 1910)
- 31. října
  - Krišjānis Barons, lotyšský spisovatel, sběratel lidových písní († 8. března 1923)
  - Adolf von Baeyer, německý chemik, nositel Nobelovy ceny za chemii († 20. srpna 1917)
- 6. listopadu – Cesare Lombroso, italský lékař, biolog a kriminolog († 19. října 1909)
- 25. listopadu – Andrew Carnegie, americký podnikatel a filantrop († 11. srpna 1919)
- 29. listopadu – Cch’-si, vládkyně Číny z dynastie Čching († 15. listopadu 1908)
- 30. listopadu – Mark Twain, americký spisovatel a humorista († 21. dubna 1910)
- 1. prosince – Zeno Welsersheimb, předlitavský šlechtic, generál a politik († 2. února 1921)
- 29. prosince – Hermann von Loebl, předlitavský státní úředník a politik († 12. března 1907)
- ? – Myrddin Fardd, velšský spisovatel († 27. července 1921)
- ? – Emil Chertek, předlitavský státní úředník a politik († 7. října 1922)
- ? – Amory N. Hardy, americký fotograf († 1911)
- ? – Hermanus van Wyk, první vůdce rehobothských Basterů († 1905))
- ? – Šokan Valichanov, kazašský etnograf, historik, cestovatel a geograf († 10. dubna 1865)

## Úmrtí

### Česko
- 21. října – Josef Božek, konstruktér (* 28. února 1782)
- 2. prosince – František Josef Lothar Silva-Tarouca, šlechtic (* 27. dubna 1773)
- 9. prosince – Emanuel Johann Faulhaber, hudební skladatel (* 5. září 1761)

### Svět

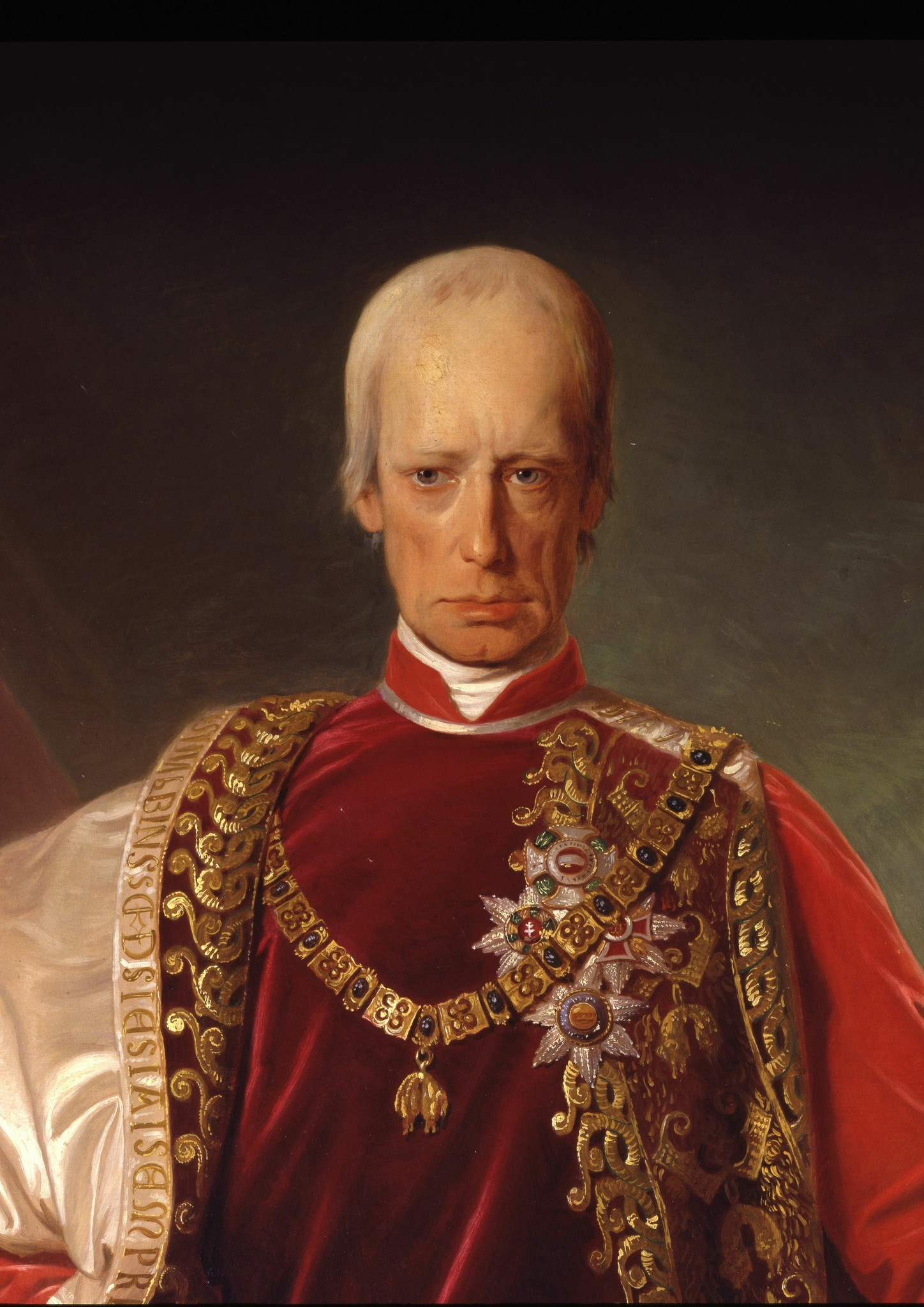
František I. († 2. března)

- 8. února – Cathérine Josephine Duchesnois, francouzská herečka (* 5. června 1777)
- 2. března – František I., císař rakouský, král český a uherský (* 12. února 1768)
- 20. března – Aaron Halle-Wolfssohn, německo-židovský spisovatel, pedagog a představitel haskaly (* 1754/1756)
- 2. dubna – Antonín Viktor Habsbursko-Lotrinský, velmistr řádu německých rytířů (* 31. srpna 1779)
- 8. dubna – Wilhelm von Humboldt, německý diplomat a filozof (* 22. června 1767)
- 13. dubna – José de Canterac, španělský vojevůdce (* 1787)
- 3. května – John Nash, britský architekt (* 18. ledna 1752)
- 16. května – Felicia Hemans, anglická básnířka (* 25. září 1793)
- 1. června – Karl Heinrich Dzondi, německý lékař (* 25. září 1770)
- 2. června – François-Étienne Kellermann, francouzský generál (* 4. srpna 1770)
- 24. června – Tomás de Zumalacárregui, španělský generál (* 29. prosince 1788)
- 25. června – Antoine-Jean Gros, francouzský malíř (* 16. března 1771)
- 6. července – John Marshall, americký právník a politik, předseda Nejvyššího soudu (* 24. září 1755)
- 27. července – Gilbert Thomas Burnett, britský botanik (* 15. dubna 1800)
- 28. července – Édouard Adolphe Casimir Joseph Mortier, francouzský maršál (* 13. února 1768)
- 9. září – Anežka Hohenlohe-Langenburská, dědičná kněžna z Löwenstein-Wertheim-Rosenberg (* 5. prosince 1804)
- 14. září – Alexander McDonnell, irský šachista (* 22. května 1798)
- 23. září – Vincenzo Bellini, italský hudební skladatel (* 3. listopadu 1801)
- 19. října – Intecu Akaboši, japonský hráč go (* 1810)
- 21. listopadu – James Hogg, skotský básník a prozaik (* 9. prosince 1770)
- 5. prosince – August von Platen, německý básník a dramatik (* 24. října 1796)

## Hlavy států

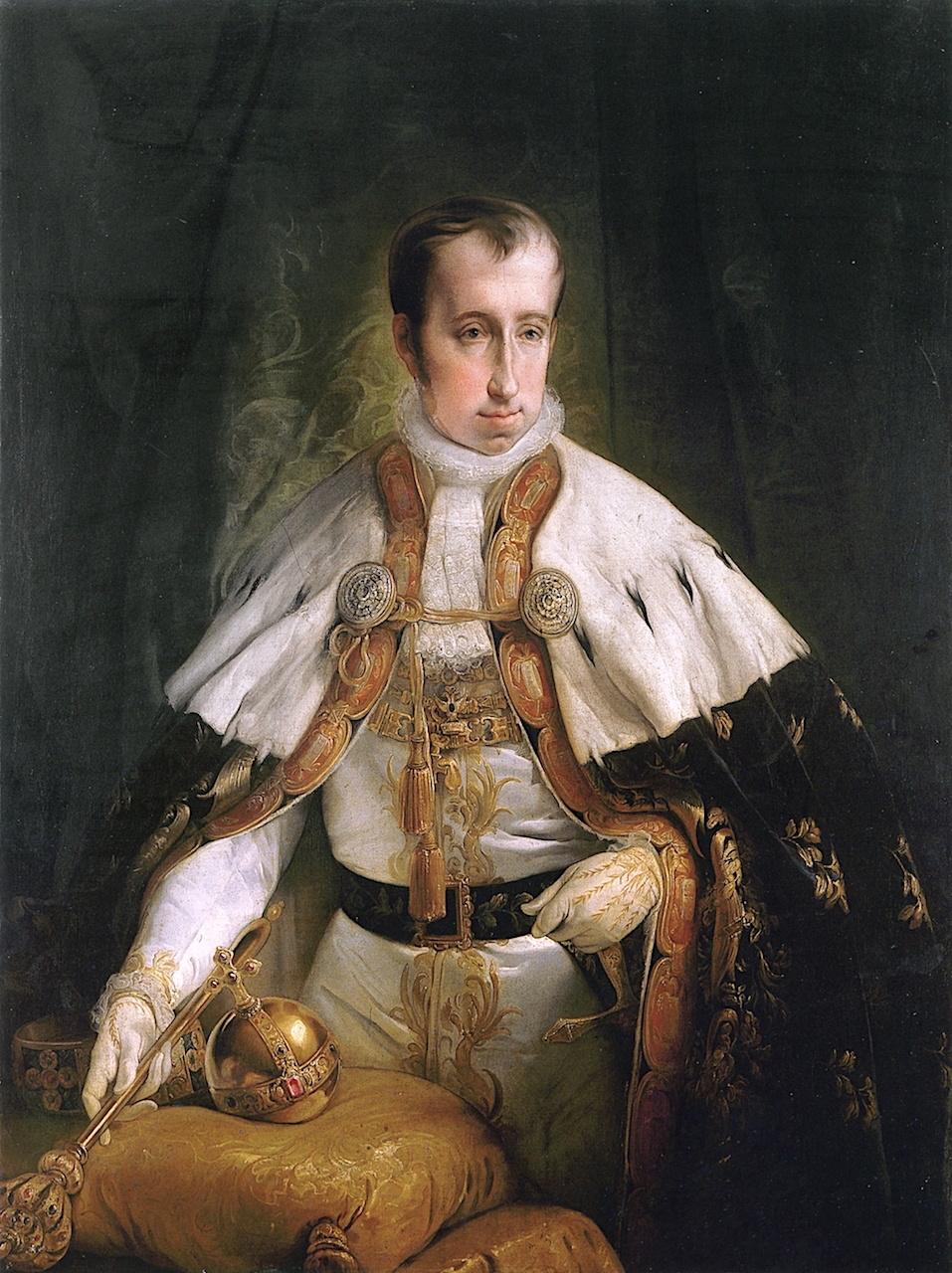
Rakouským císařem se stal Ferdinand I.

- Francie – Ludvík Filip (1830–1848)
- Království obojí Sicílie – Ferdinand II. (1830–1859)
- Osmanská říše – Mahmut II. (1808–1839)
- Prusko – Fridrich Vilém III. (1797–1840)
- Rakouské císařství – František I. (1792–1835) do 2. března / Ferdinand I. (1835–1848) od 2. března
- Rusko – Mikuláš I. (1825–1855)
- Spojené království – Vilém IV. (1830–1837)
- Španělsko – Isabela II. (1833–1868)
- Švédsko – Karel XIV. (1818–1844)
- USA – Andrew Jackson (1829–1837)
- Papež – Řehoř XVI. (1830–1846)
- Japonsko – Ninkó (1817–1846)
- Lombardsko-benátské království – Rainer Josef Habsbursko-Lotrinský